# Asnières Volley 92
Maillots
Le Asnières Volley 92 est un club de volley-ball français basé à Asnières-sur-Seine (Hauts-de-Seine). Son équipe première évoluait en Ligue B (second niveau national). Il est considéré comme un des meilleurs club formateur du volley-ball français, grâce à son centre de formation
. Lors de la saison 2013-2014, l'équipe réserve masculine évolue en Nationale 2 et l'équipe première féminine évolue en Nationale 3.

## Historique

### Les origines
Le club, fondé en 1948, s'appelait à l'origine Asnières Sports, section du club omnisports. Le club a remporté cinq titres de champion de France entre 1965 et 1984. La saison 1983-1984 marque d'ailleurs la plus belle saison du club avec le doublé coupe-championnat et une troisième place (pl) dans la Coupe des vainqueurs de coupe.

### Paris SG-Asnières (1992-1995)
En 1992, le club s'associe au PSG omnisports et à Canal+ pour former le Paris SG-Asnières. Le club remporte le championnat de France dès la première année et la Coupe de France lors de la saison suivante. Lors de l'été 1995, le PSG omnisports se désengage au profit du Racing club de France ce qui provoque une scission et oblige Asnières à redémarrer en troisième division.

### Un nouveau départ
Avec le départ du PSG omnisports, le club s'est renommé en Asnières Volley 92. L'équipe est montée à chaque saison suivante jusqu'à la Pro A en 1998 en ne perdant que trois matchs. Le club est relégué en Pro B lors de la saison 2002/2003 puis lors de la saison 2007/2008. Depuis lors, il joue en deuxième division où il a atteint la demi-finale des playoffs lors de la saison 2010/2011 et la finale lors de la saison 2012/2013. À l'issue de la finale, l'entraineur, Cyrille Boulongne-Evtouchenko quitte le club et il est remplacé par Claude Roghé.
Le club d'Asnières volley joue en 2017 en nationale 2, car la mairie a décidé de diminuer l'aide financière pour les clubs professionnels d'Asnières.

## Infrastructures
Le club compte lors de la saison 2011/2012 156 licenciés dont 122 jeunes. Le club est labellisé "Club formateur" et "club accueil Jeunes" par la Fédération française de volley-ball. Le club dispose d'un partenariat avec le collège André Malraux qui dispose d'un section sportive scolaire en volleyball,. Le club met en place des actions de promotions comme des entrainements ouverts aux scolaires ou le tournoi des 36 communes.

### Gymnase des Courtilles
Le club joue ses matchs dans le gymnase des Courtilles qui dispose d'une capacité de 700 places. Le gymnase est situé dans le Centre sportif des Courtilles de la ville d'Asnières-sur-Seine, où l'on trouve également la piscine municipale Franck Esposito, une patinoire, un terrain de tennis et un terrain de football.

### Centre de formation
Le club dispose depuis le 31 juillet 2012 de l'agrément ministériel relatif aux centres de formations. Le club bénéficiait auparavant d'un agrément provisoire. Le centre de formation est dirigé par Michel Hunault.

## Rivalité
Pendant son passage en Ligue A, le club d'Asnières a eu un derby avec le Paris Volley. Un derby des Hauts-de-Seine l'oppose dorénavant au Plessis-Robinson Volley-ball.

## Bilan par saison
| Saison    | Division | Saison régulière | Phase finale    | Coupe de France     | Coupes d'Europe |
| --------- | -------- | ---------------- | --------------- | ------------------- | --------------- |
| 2013-2014 | Ligue B  | 5e               | Quart de finale | Deuxième tour       | —               |
| 2012-2013 | Ligue B  | 4e               | Finale          | Huitièmes de finale | —               |
| 2011-2012 | Ligue B  | 7e               | —               | Troisième tour      | —               |
| 2010-2011 | Ligue B  | 5e               | Demi-finales    | Troisième tour      | —               |
| 2009-2010 | Ligue B  | 9e               | —               | Phase de poules     | —               |
| 2008-2009 | Pro B    | 4e               | —               |                     | —               |
| 2007-2008 | Pro A    | 13e              | —               |                     | —               |
| 2006-2007 | Pro A    | 11e              | —               |                     | —               |
| 2005-2006 | Pro B    | 1er              | 1re poule A     |                     | —               |
| 2004-2005 | Pro B    | 5e               | 3e poule A      |                     | —               |
| 2003-2004 | Pro B    | 3e               | 2e poule B      |                     | —               |
| 2002-2003 | Pro A    | 14e              |                 |                     | —               |
| 2001-2002 | Pro A    | 11e              |                 |                     | —               |
| 2000-2001 | Pro A    | 7e               | Quart de finale |                     | —               |
| 1999-2000 | Pro A    | 6e               | Quart de finale |                     | Premier tour    |

## Palmarès
- Championnat de France de première division (6)
  - Vainqueur : 1965, 1966, 1979, 1980, 1984, 1993
  - Finaliste : 1978, 1982, 1983, 1985, 1994
- Championnat de France de Ligue B (3)
  - Vainqueur : 1991, 1998, 2006
  - Finaliste : 2012
- Coupe de France (2)
  - Vainqueur : 1984, 1994
  - Finaliste : 1986, 1995

Le club a également finit troisième de la Coupe des vainqueurs de coupe en 1984 (pl).

## Joueurs et personnages du club

### Entraîneur
- 2013-2016 :  Claude Roghe

### Effectifs

#### Saison 2015-2016 (Ligue B)
| No                         | Nom                        | Date de naissance          | Taille                       | Poids                        | Poste                        |
| -------------------------- | -------------------------- | -------------------------- | ---------------------------- | ---------------------------- | ---------------------------- |
| 1                          | Yassine Azennoud           | 12 décembre 1994           | 180                          |                              | Libero                       |
| 2                          | Julien Bourdon             | 11 octobre 1991            | 203                          |                              | Central                      |
| 3                          | Mickael Massaki            | 3 juillet 1996             | 183                          |                              | Réceptionneur-attaquant      |
| 4                          | Alexis Farjaudon           | 4 juin 1985                | 197                          |                              | Attaquant                    |
| 5                          | Jakub Rybníček             | 31 janvier 1983            | 197                          |                              | Attaquant                    |
| 6                          | Stéphane Mbesse            | 14 avril 1995              | 190                          |                              | Attaquant                    |
| 7                          | Arthur Darmois             | 10 janvier 1992            | 192                          |                              | Réceptionneur-attaquant      |
| 8                          | Romain Kreisz              | 14 octobre 1990            | 192                          |                              | Passeur                      |
| 9                          | Kévin Ricard               | 2 septembre 1995           | 201                          |                              | Attaquant                    |
| 10                         | Guillaume Kyriacou         | 29 janvier 1994            | 194                          |                              | Attaquant                    |
| 11                         | Yao Gnénegbé               | 15 juin 1995               | 180                          |                              | Passeur                      |
| 12                         | Christophe Cesaire         | 22 septembre 1983          | 200                          |                              | Central                      |
| 14                         | Vadim Deev                 | 13 mars 1991               | 194                          |                              | Réceptionneur-attaquant      |
| 15                         | Tamás Kaszap               | 21 mars 1991               | 197                          |                              | Passeur                      |
| 18                         | Thomas Amberg              | 17 avril 1990              | 198                          |                              | Central                      |
|                            |                            |                            |                              |                              |                              |
| Encadrement technique      | Encadrement technique      |                            | Légende                      | Légende                      | Légende                      |
| Entraîneur : Claude Roghe  | Entraîneur : Claude Roghe  | Entraîneur : Claude Roghe  | : Capitaine                  | : Capitaine                  | : Capitaine                  |
| Entraîneur(s) adjoint(s) : | Entraîneur(s) adjoint(s) : | Entraîneur(s) adjoint(s) : | : Joueur blessé actuellement | : Joueur blessé actuellement | : Joueur blessé actuellement |

| Équipe type : Asnières Volley 92                                                                         |
| \| Kaszap · # 15 Deev · # 14 Cesaire · # 12 Rybníček · # 5 Darmois · # 7 Amberg · # 18 Azzenoud · # 1 \| |
| Kaszap · # 15 Deev · # 14 Cesaire · # 12 Rybníček · # 5 Darmois · # 7 Amberg · # 18 Azzenoud · # 1       |

| Kaszap · # 15 Deev · # 14 Cesaire · # 12 Rybníček · # 5 Darmois · # 7 Amberg · # 18 Azzenoud · # 1 |

### Joueurs emblématiques
| - Philippe Barca-Cysique (pointu, 1,94 m) - François Bilodeau (central, 1,98 m) - Yannick Bazin | - Sébastien Frangolacci (réceptionneur-attaquant, 1,92 m) - Hubert Henno (libero, 1,90 m) - Clément Bleuze | - Mathias Patin (passeur, 1,85 m) - Éric N'Gapeth |

Des internationaux tels que Antonin Rouzier, Marien Moreau ou Mory Sidibé ont été formés ou ont joué dans ce club.

### Entraîneurs du club
| Nom                           | Période             |
| ----------------------------- | ------------------- |
|                               |                     |
| Marek Galkiewicz              | 1976- 1981          |
| Éric Daniel                   | 1981 - 1985         |
| André Patin                   | 1985 - 2009         |
| Cyrille Boulongne-Evtouchenko | 2009 - juillet 2013 |
| Claude Roghe                  | juillet 2013 -      |

### Présidents du club
Emmené pendant de nombreuses années par André Le Guillou, le club a également eu à sa tête, jusqu'en 2008, l'emblématique président Jean Périou qui a formé avec André Patin un des couples phare du volley-ball français.
À la suite du retrait de Jean Périou, aujourd'hui président d'honneur au côté d'André Le Guillou, le club a pour président Georges Labbouz.
| Nom              | Période              |
| ---------------- | -------------------- |
|                  |                      |
|                  |                      |
| André Le Guillou | -                    |
| Jean Périou      | 1999 - novembre 2008 |
| Georges Labbouz  | novembre 2008 -      |

## Galeries

### Historique des logos

Logo jusqu'à 2012
Logo depuis 2012

### Équipe

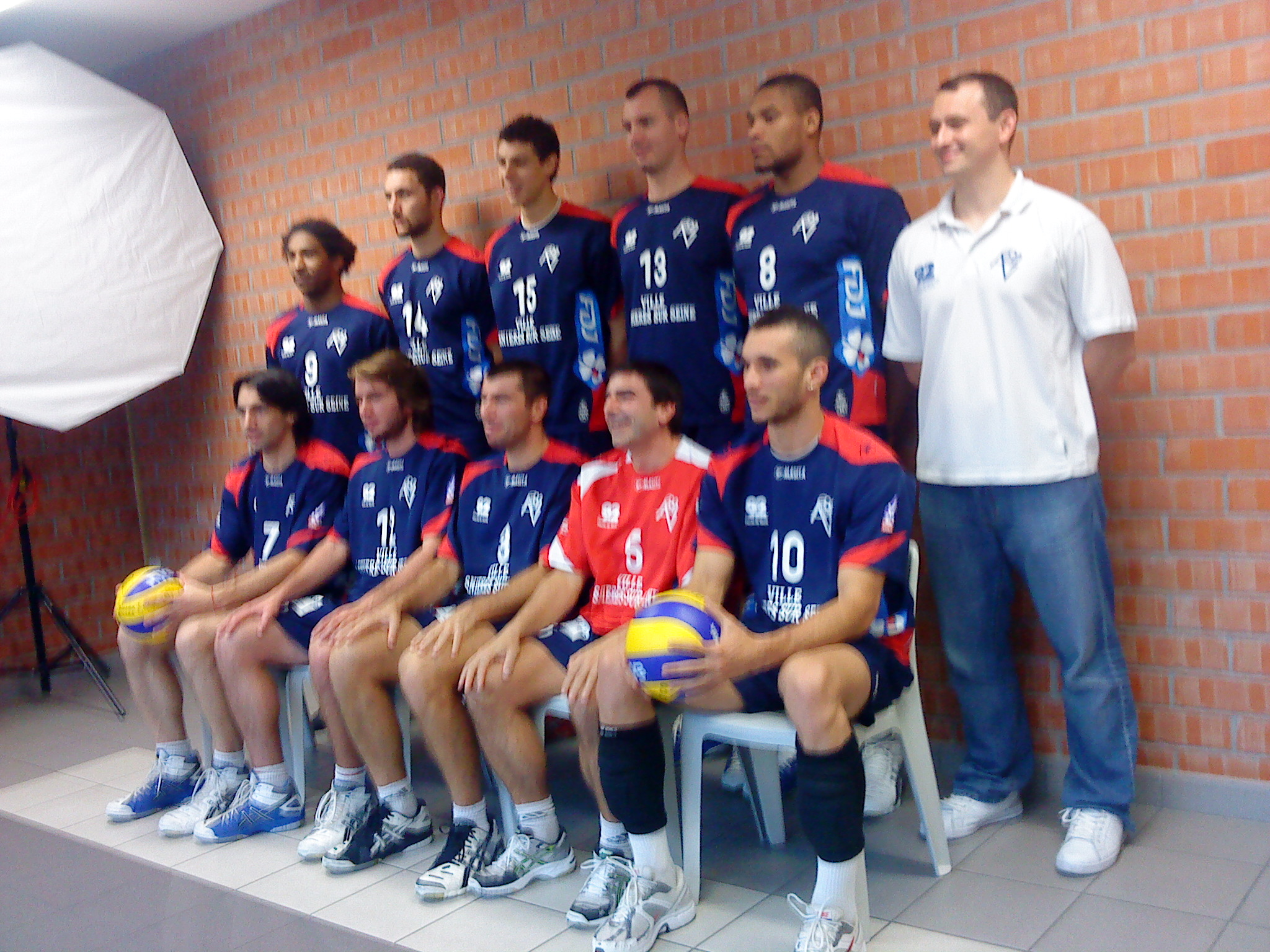
L'équipe 2010-2011